# Spirit in the Night
«Spirit in the Night» — песня, написанная американским автором-исполнителем Брюсом Спрингстином в 1972 году. Наибольшую известность приобрела благодаря британской группе Manfred Mann’s Earth Band, в исполнении которой она достигла #40 в Billboard Hot 100 (18 июня 1977 года).

## История

### Брюс Спрингстин
«Spirit in the Night» была записана Брюсом Спрингстином в августе-сентябре 1972 года для его дебютного альбома Greetings from Asbury Park, N.J., изданного 5 января 1973 года лейблом Columbia Records. В мае того же года издана в виде сингла с песней «For You» (с этого же альбома) на второй стороне. Несмотря на то, что сингл «Spirit in the Night» не оказался успешным, эта песня прочно вошла в концертный репертуар Спрингстина и является одной из самых узнаваемых его композиций. Текст песни описывает то, как группа подростков — Wild Billy, Hazy Davy, Crazy Janey, Killer Joe, G-Man и Mission Man (от имени которого ведётся рассказ) — собирается поехать в место под названием «Greasy Lake», чтобы провести там ночь свободы, секса и употребления алкоголя.

### Manfred Mann’s Earth Band

Обложка сингла Spirits in the Night Manfred Mann’s Earth Band (1975)

В 1975 году эта песня была переработана британской группой группой Manfred Mann’s Earth Band (при этом название было слегка изменено на «Spirits in the Night» — множественное число) и вошла в состав альбома Nightingales & Bombers (вокал — Мик Роджерс), изданного в августе 1975 года лейблами Bronze Records и Warner Bros. Records. Укороченная версия «Spirits in the Night» была также издана в виде сингла с композицией «As Above So Below Part 2» на второй стороне.
Вскоре после выхода альбома Nightingales & Bombers состав Manfred Mann’s Earth Band изменился, и новым вокалистом группы стал Крис Томпсон, заменивший Роджерса. Композиция «Spirits in the Night» была также перезаписана с вокалом Томпсона и издана в виде сингла. Сингл-версия 1976 года (вокал Роджерса) включена как бонус-трек в переиздание альбома Nightingales and Bombers 1999 года, а сингл-версия 1977 года (вокал Томпсона) включена как бонус-трек в переиздание альбома The Roaring Silence 1998 года, а также в сборник Odds & Sods — Mis-takes & Out-takes (2005).
Эта композиция многократно исполнялась на концертах Manfred Mann’s Earth Band в разные годы и стала одной из самых популярных и узнаваемых песен группы.